# Rapples Pan
Rapples Pan is een dorp in het district Kgalagadi in Botswana. De plaats telt 283 inwoners (2011).